# Kotamobagu
Kotamobagu è una città (kota) dell'Indonesia, situata nella provincia di Sulawesi Settentrionale.